# 中湧別站

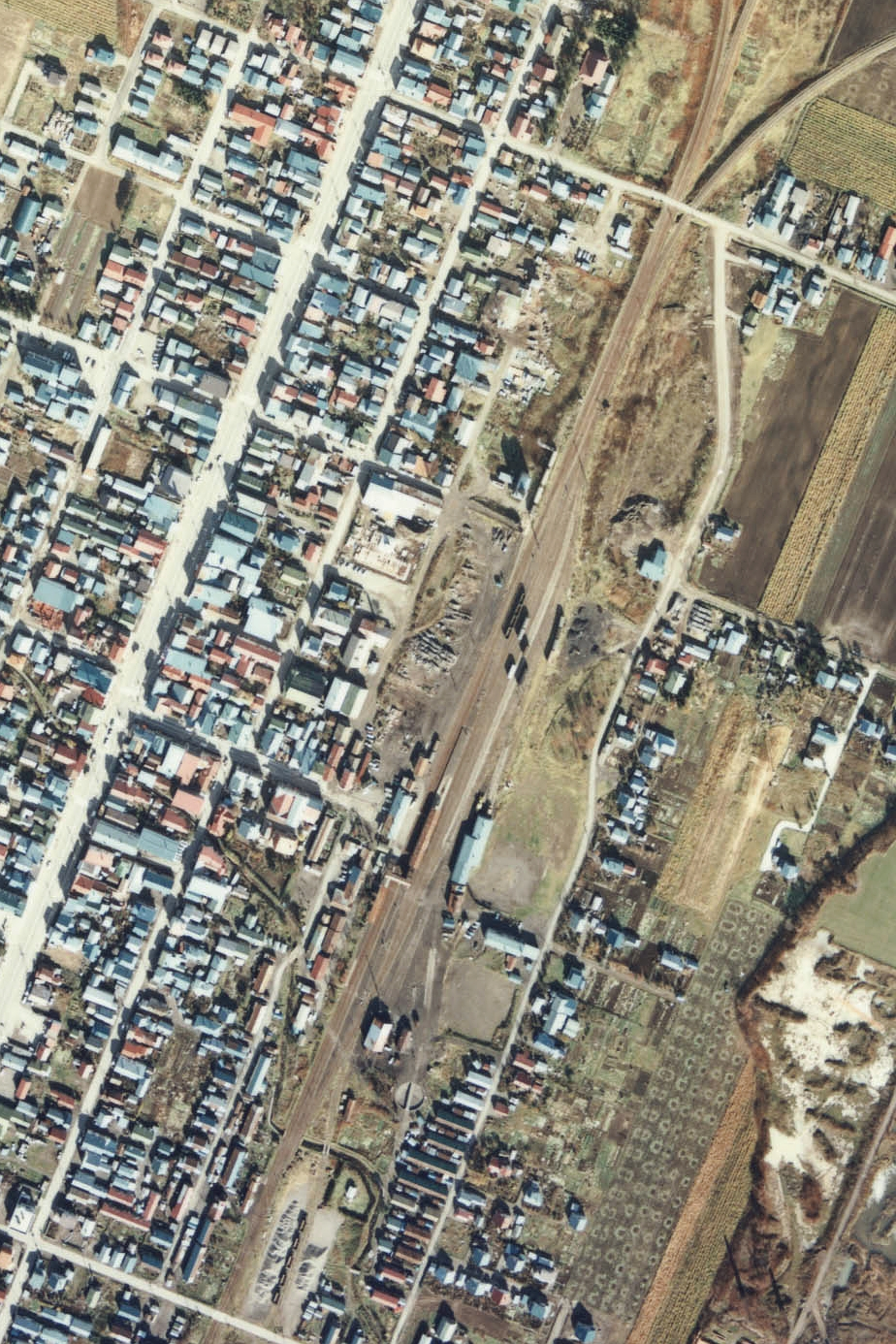
1977年的中湧別站與方圓約500米×750米範圍。上方左邊是名寄本線紋別方向，中央是湧別支線湧別方向，右邊是湧網線網走方向。下方是名寄本線遠輕方向。當時設有一座大型車站大樓，也有2面3線的月台（千鳥型國鐵型配線），車站大樓旁邊設有貨物月台和引込線，車站後方設有許多側線。此站作為湧網線、湧別支線的起點站，因此站內設有小型機關區。車站大樓正面設有車廠。南邊還遺留了轉車盤，這是蒸氣機車時代的古老設施設。堆場分散在車站內各處，車站大樓旁邊貨物月台側設有木材。車站後方北邊堆放了煤碳。站外南邊堆放了白色的礦物（不詳）。站外南邊編組場處還有引込線，圖中可看見敞開式斗車。

中湧別站（日语：／ Naka-Yūbetsu eki */?）是位於北海道紋別郡上湧別町字中湧別中町（現時：湧別町中湧別中町），北海道旅客鐵道（JR北海道）的名寄本線（本線與湧別支線）車站（廢站）。隨著名寄本線廢線，車站在1989年（平成元年）5月1日廢除。曾經此站可轉乘日本國有鐵道湧網線，該線在1987年（昭和62年）3月20日廢除。
在1980年（昭和55年）前行走的急行「天都」停靠此站。

## 歷史
- 1916年（大正5年）11月21日 - 鐵道院湧別輕便線社名淵站（後來名為開盛站）至下湧別站（後來名為湧別站）之間開通[2]。當時為一般車站。設置野付牛（現時：北見）機關庫中湧別分庫。
- 1919年（大正8年） - 富士製紙（日语：富士製紙）從湧別町芭露建設森林軌道（馬車鐵路），連接車站後方的伐木場[3][4]。
- 1921年（大正10年） - 名寄東線中湧別至興部之間開通。
- 1922年（大正11年）9月2日 - 湧別輕便線改名為湧別線。
- 1923年（大正12年）11月5日 - 中湧別機關分庫改為隸屬渚滑機關庫。
- 1924年（大正13年）10月1日 - 中湧別機關分庫廢除。
- 1930年（昭和5年）頃 - 富士製紙森林軌道廢除[3]。
- 1932年（昭和7年）10月1日 - 湧別線編入至名寄本線。
- 1935年（昭和10年）10月20日 - 湧網西線此站至計呂地站之間開通，成為轉乘站[5]。
- 1949年（昭和24年）6月1日 - 日本國有鐵道成立，成為日本國有鐵道車站。
- 1953年（昭和28年）10月22日 - 湧網西線改名為湧網線。
- 1958年（昭和33年） - 車站大樓翻新[6]。
- 1982年（昭和57年）11月15日 - 結束處理貨物[1]。
- 1984年（昭和59年）2月1日 - 結束處理行李[1]。
- 1987年（昭和62年）
  - 3月20日 - 湧網線廢除[5]。
  - 4月1日]] - 伴隨國鐵分割民營化，車站由北海道旅客鐵道（JR北海道）營運[1]。
- 1989年（平成元年）5月1日 - 名寄本線全線廢除，此站也廢除[1]。

### 站名的由來
車站名稱取自所在地名。地名取自湧別川中遊。

## 車站構造
截至車站廢除前，車站是一座地面車站，設有2面3線的混合式月台（單式月台、島式月台）。當時可進行列車交會。車站大樓一方月台北邊與島式月台南邊之間設有跨線橋連接。截至1983年（昭和58年），車站大樓一方（西邊）的月台是上下行1號月台，島式月台面向車站大樓一方的月台是名寄本線下行2號月台，背向的月台是湧網線到發用的上下行3號月台。在島式月台北邊設有缺角式月台和側線。在3號月台外邊設有許多側線。在1號月台靠近名寄一方設有路軌分支，連接車站大樓北邊的貨物月台和2條貨物側線。在名寄本線湧別支線和湧網線匯合地點設有相交渡線。
此站是職員配置站。車站大樓位於站內北邊，與單式月台有一段距離。車站大樓是一座混凝土建築物。

## 使用狀況
- 在1981年度（昭和56年度），1日上下車人次為686人[8]。

## 車站周邊
- 國道242號（日语：国道242号）（置戶國道）[9]
- 北海道道712號緑蔭中湧別停車場線（日语：北海道道712号緑蔭中湧別停車場線）
- 遠輕警署（日语：遠軽警察署）中湧別駐在所
- 中湧別郵局[9]
- 遠輕信用金庫（日语：遠軽信用金庫）中湧別分店
- 北海道銀行中湧別分店
- 北海道湧別高等學校（日语：北海道湧別高等学校）
- 湧別町立中湧別小學
- 湧別川[9]

## 現況
舊站內於1993年（平成5年）4月1日由上湧別町（當時）建設「中湧別鐵道資料館」，而資料館是位於「道之驛中湧別」內。後來道之驛翻新為「道之驛中湧別溫泉鬱金香之湯」，鐵道資料館改名為「上湧別百年紀念公園 中湧別站紀念館」。另外開設了「湧別町文化中心TOM」。

### 道之驛

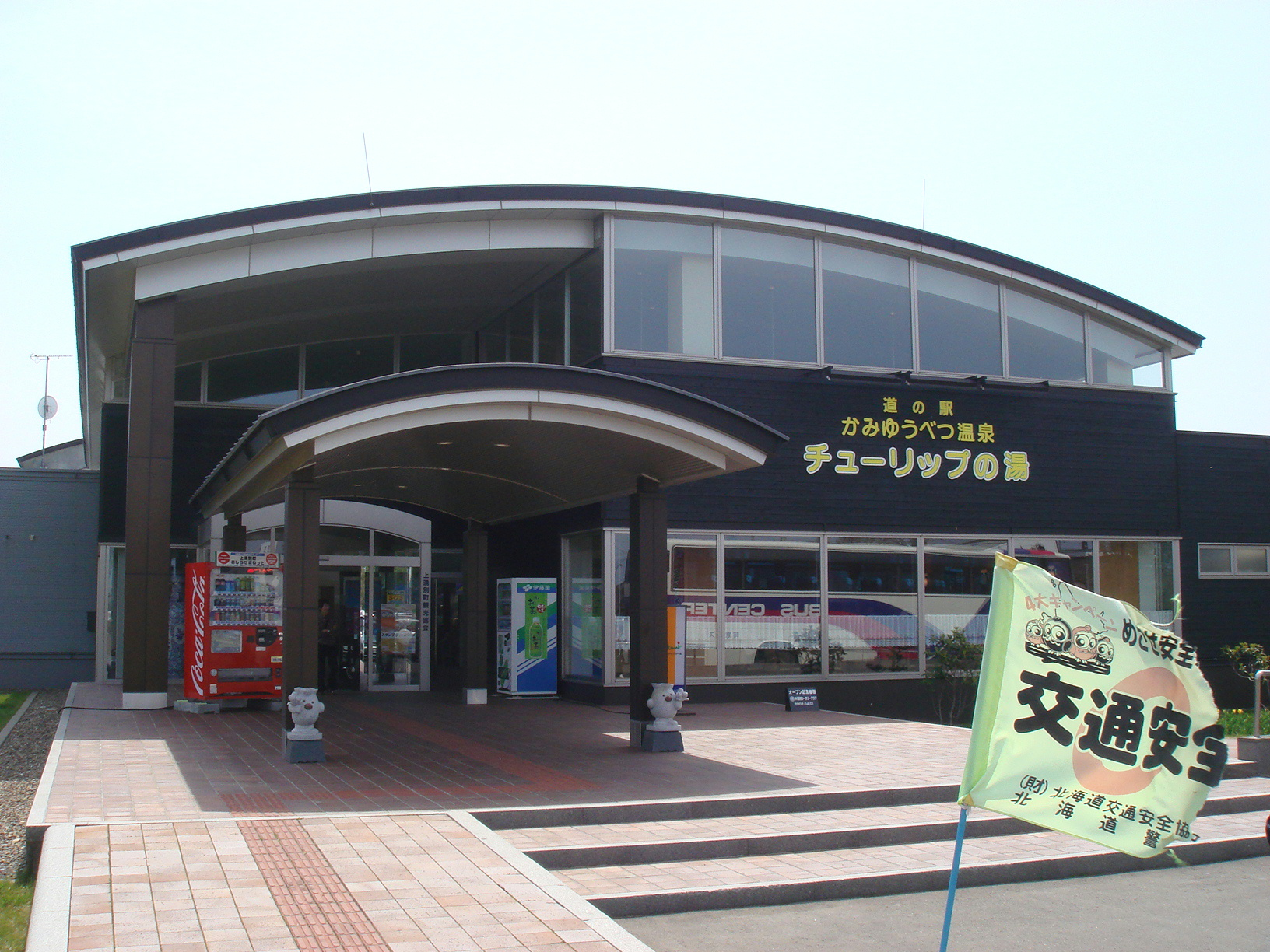
道之驛中湧別溫泉鬱金香之湯

參見道之驛中湧別溫泉鬱金香之湯。

### 上湧別百年紀念公園 中湧別站紀念館
在車站大樓撤走後。站內保留了車站啟用當時的木製跨線橋、路軌和月台。在舊1號和2號月台上放置了1架除雪用工程車（沒有編號，車體形狀像TMC200CS）、Yo3500形守車Yo 4407、Yo 4421、Yo 4430、Yo 4433各1輛。守車內展出了時間圖表、暖爐等古老設備。在「文化中心TOM」內展出了站名牌、制服、檢票鋏等名寄本線相關鐵路用品。月台靠近湧別一方保留了臂木式號誌機。在遠輕一方設置了「國有鐵道 中湧別保線區之碑」之石碑。
截至2011年（平成23年）也是同樣，月台上保留了當時的站名牌。

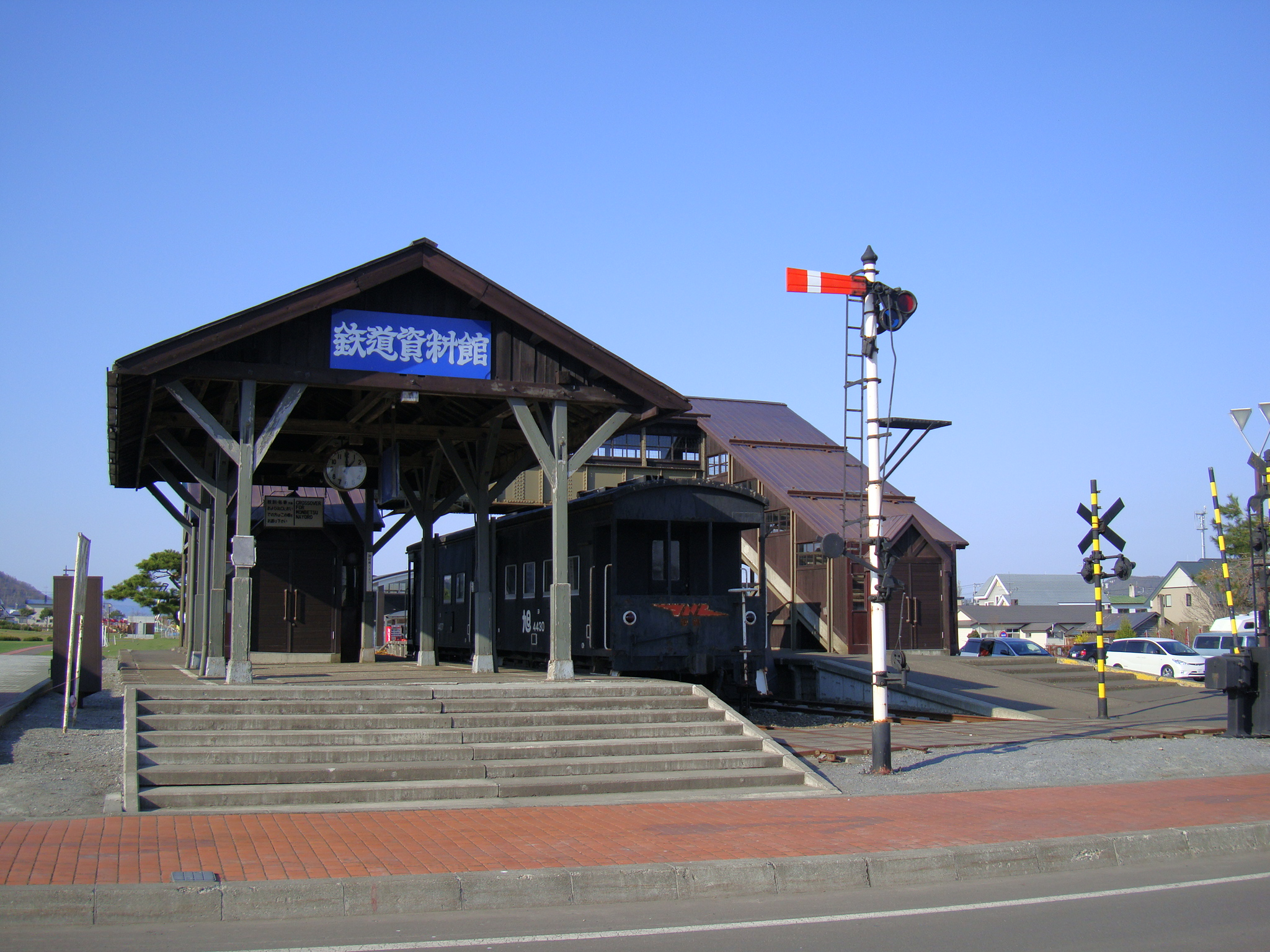
月台和跨線橋被活化
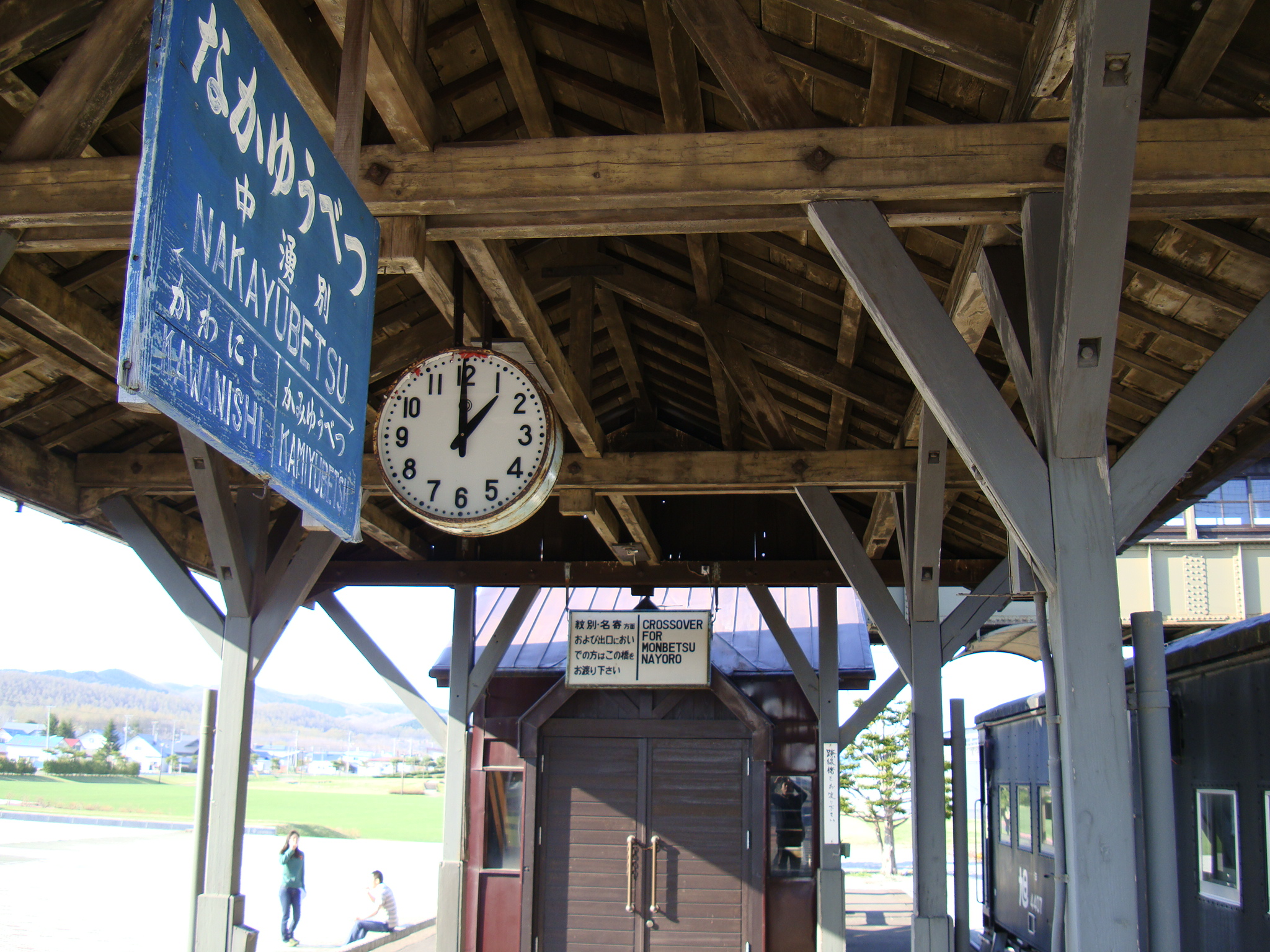
站名標與轉乘指示牌
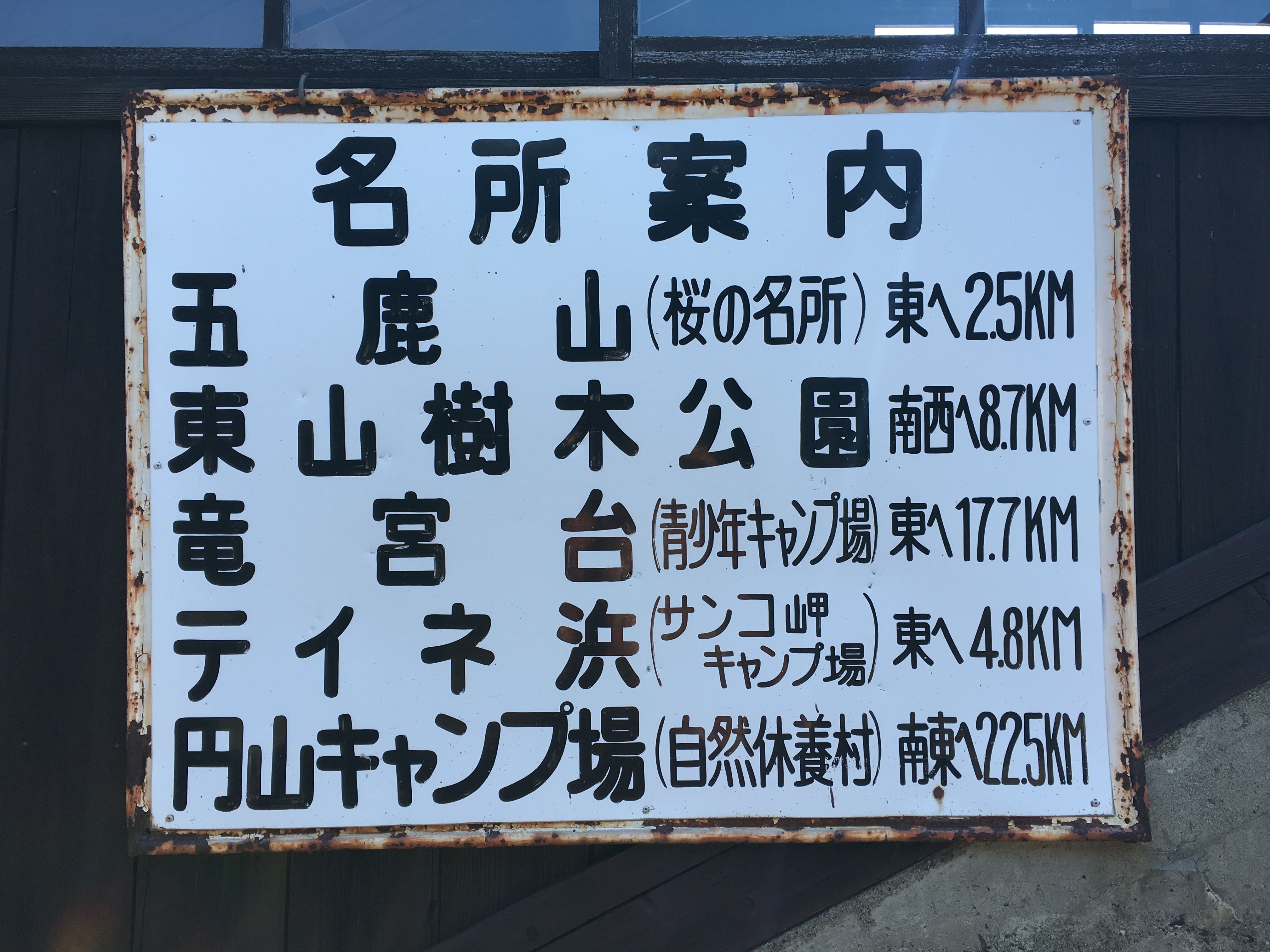
名勝資訊
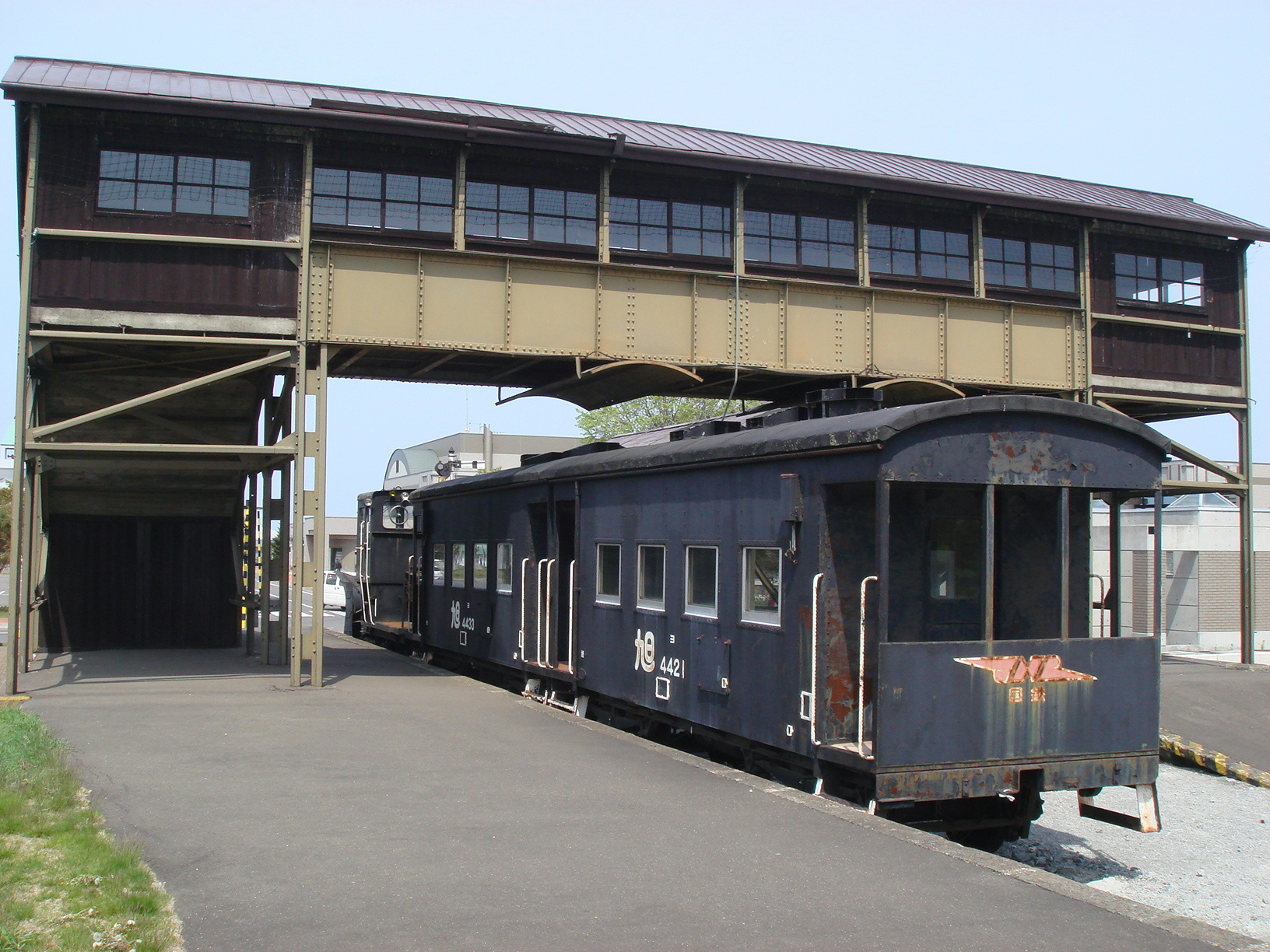
入口對面的月台上
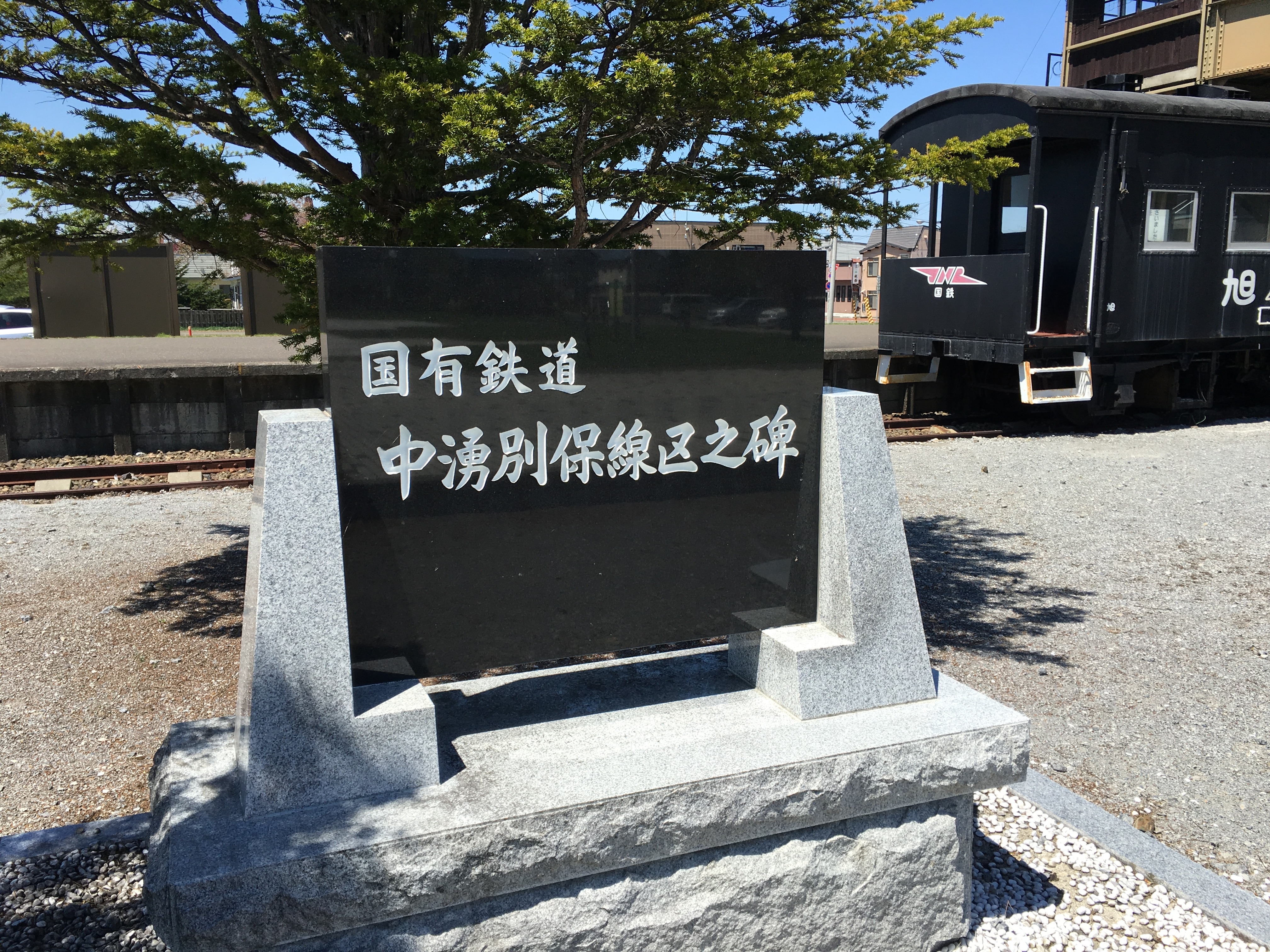
中湧別保線區之碑

### 湧別町文化中心TOM

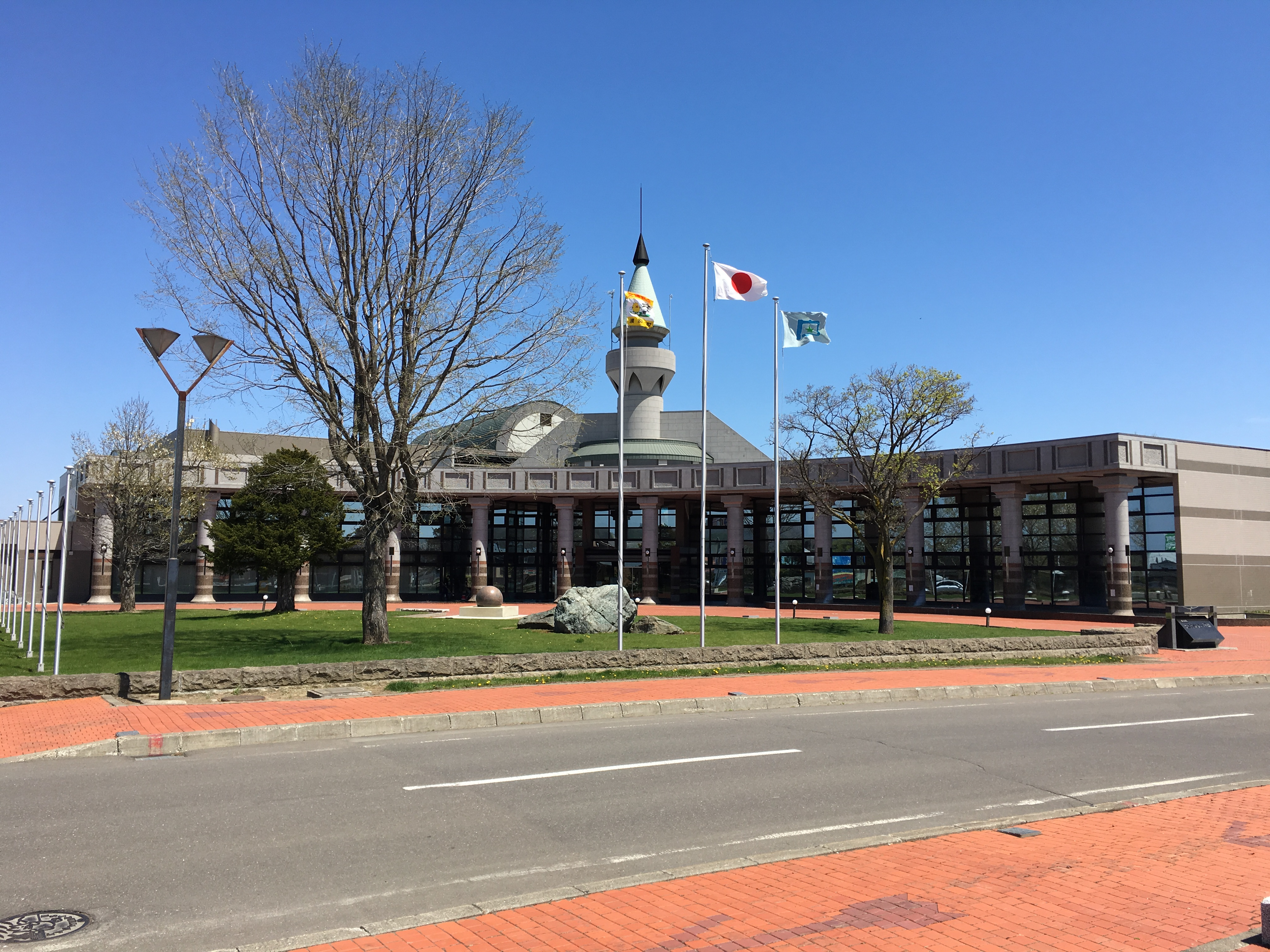
湧別町文化中心TOM

湧別町文化中心TOM是一座文化會堂，內部設有公民館、圖書館、漫畫美術館和湧別町公所中湧別出張所等設施。該處也設有鐵路資料館。
名稱「TOM」，取自
T：鬱金香 (Tulipa)
O：鄂霍次克 (Okhotsk)
M：漫畫（Manga）或博物館 (Museum)

#### 巴士路線

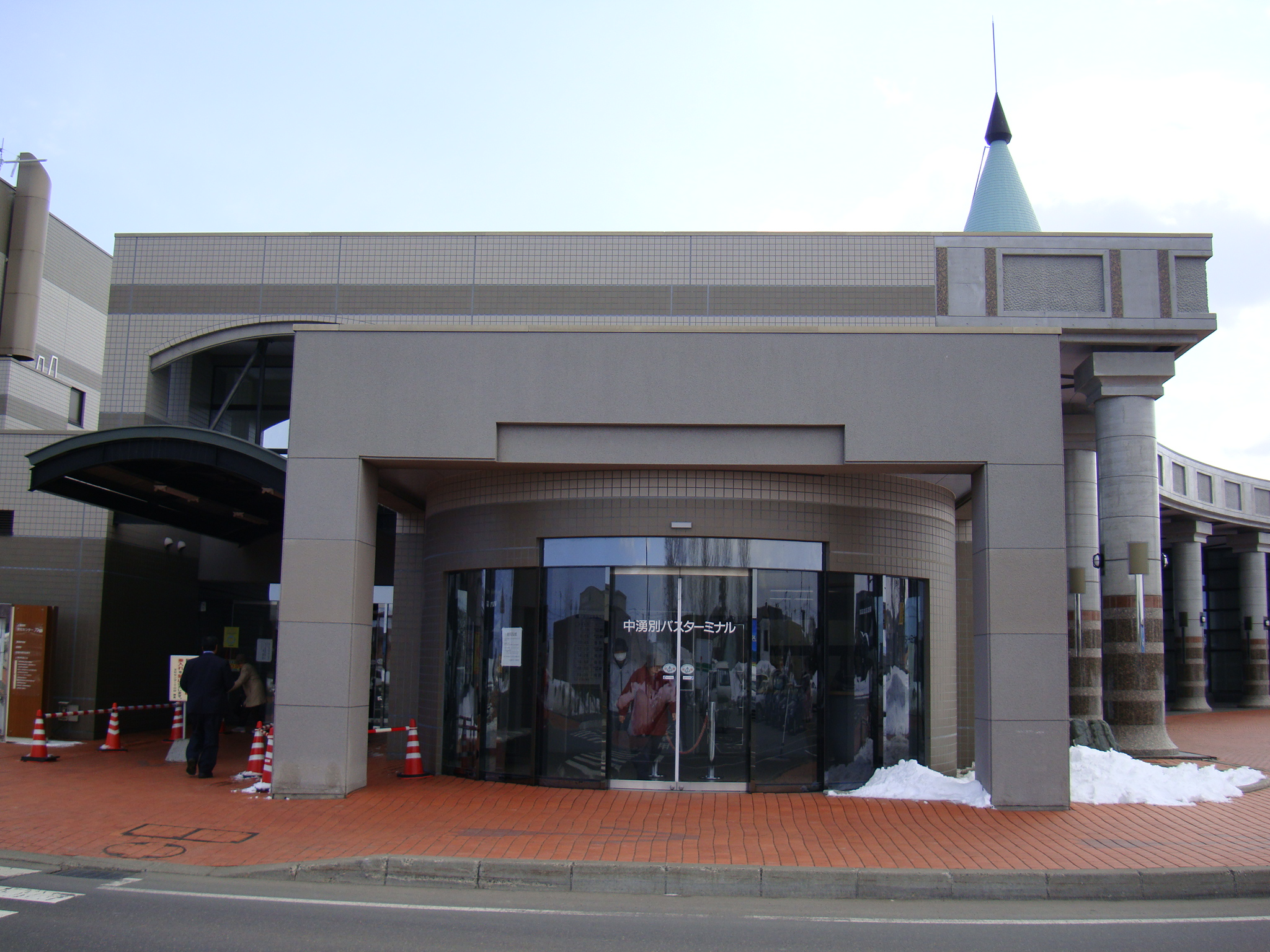
北海道北見巴士中湧別詢問處

曾經在文化中心TOM一角設有北海道北見巴士中湧別詢問處。在1992年（平成4年）5月1日，網走巴士中湧別營業所廢除後一直委托售賣車票，直至網走巴士路線在2010年（平成22年）10月1日取消，同日廢除。在文化中心TOM內的上湧別町商工會中可購買北海道北見巴士的車票。
在2007年（平成19年）4月1日起，前往札幌的高速遠輕號駛入此站。在2012年（平成24年）4月1日，行走路線縮短至遠輕至札幌之間，自從不再駛入中湧別。車票繼續可於上湧別商工會購買。
- 北海道北見巴士（日语：北海道北見バス）、北紋巴士（日语：北紋バス）
  - 湧別、紋別方向
  - 遠輕方向
- 湧別町營巴士（日语：湧別町営バス）
  - 上富美方向
  - 川西、旭方向
  - 芭露、計呂地方向

## 相鄰車站
北海道旅客鐵道（JR北海道）
名寄本線
川西－中湧別－北湧
名寄本線（湧別支線）
中湧別－四號線
日本國有鐵道
湧網線
中湧別－五鹿山臨時乘降場－福島臨時乘降場－芭露

## 注腳
1. 1 2 3 4 5 6  石野 1998，第912頁.
2. 1 2   第1版. 札幌市: 日本國有鐵道北海道總局. 1973-03-25: 198. ASIN B000J9RBUY （日语）.
3. 1 2  湧別町百年史 昭和57年12月發行。
4. ↑   (地图). 1:50,000. 内務省地理調査所. § 「中湧別」「遠軽」. 1947 （日语）.
5. 1 2  石野 1998，第914頁.
6. ↑  上湧別町史 昭和54年11月發行。
7. ↑  太田幸夫. . 富士Comtem. 2004-02: 188. ISBN 978-4893915498 （日语）.
8. 1 2 3 4 5 6  宮脇俊三 (编). . 原田勝正. 小學館. 1983-07: 212. ISBN 978-4093951012 （日语）.
9. 1 2 3  . 地勢堂. 1980-03: 18 （日语）.
10. 1 2 3 4 5  白川淳 (编). . JTB Can Books. JTB出版. 1998-10: 52. ISBN 978-4533030963 （日语）.
11. 1 2 3 4   (テレビ番組). 旅チャンネル. 2011-10 （日语）.
12. ↑  本久公洋. . 北海道新聞社. 2011-09: 116. ISBN 978-4894536128 （日语）.
13. ↑   (PDF). かわらばん (湧別町). 2010-09-10, (23) （日语）.
14. ↑   (PDF). 楽得バス13.   [2012-04-01]. （原始内容存档 (PDF)于2012-12-23） （日语）.

## 外部連結
- 其他設施｜觀光資訊｜湧別町 （页面存档备份，存于）（日語） - 介紹湧別町的「上湧別百年紀念公園 中湧別站紀念館」
- 上湧別町鐵道資料館 （页面存档备份，存于）（日語） - 北海道文化資源數據庫